# Epidendrum caparaoense
Epidendrum caparaoense är en orkidéart som beskrevs av W.Forst. och V.C.Souza. Epidendrum caparaoense ingår i släktet Epidendrum och familjen orkidéer. Inga underarter finns listade i Catalogue of Life.